# Nicklas Bärkroth
Nicklas Robert Bärkroth (Göteborg, 19 gennaio 1992) è un calciatore svedese, attaccante dell'Örgryte.

## Biografia
È figlio di Robert Bengtsson Bärkroth, calciatore che collezionò 239 presenze in Allsvenskan con le maglie di Västra Frölunda e Örgryte.

## Carriera

### Club
Bärkroth è stato il giocatore più giovane di sempre a debuttare in Allsvenskan al momento del suo esordio. Ha stabilito il record il 2 settembre 2007, quando è stato schierato addirittura titolare nella partita IFK Göteborg-Brommapojkarna (0-0) all'età di 15 anni, 7 mesi e 14 giorni. Il primato precedente apparteneva a Peter Dahlqvist dell'Örgryte, che aveva esordito nel 1971 a 15 anni, 9 mesi e 5 giorni. Questo record è stato successivamente superato da Alexander Andersson del Djurgården, che il 19 maggio 2025 ha debuttato a 15 anni e 24 giorni.
Al termine della stagione 2007, è stato proprio l'IFK Göteborg ad aggiudicarsi il titolo nazionale. Poche settimane prima della fine dell'Allsvenskan 2007, durante il mese di ottobre, il giocatore aveva svolto un provino con il Manchester United.
Nel 2008 Bärkroth ha giocato principalmente con la seconda squadra: sono state due le presenze in partite di Allsvenskan, entrambe da subentrante. Nella primavera del 2009 ha iniziato invece ad essere schierando con più frequenza, trovando i primi due gol nel massimo campionato svedese in occasione del 4-0 rifilato al Brommapojkarna.
Nel luglio del 2011 è stato prestato alla squadra contro cui aveva debuttato anni prima e contro cui aveva segnato le prime reti, ovvero il Brommapojkarna, che nel frattempo era sceso in Superettan. Il 18 luglio ha giocato la prima partita con i nuovi colori, venendo schierato esterno sinistro di centrocampo in un 4-4-2 durante l'intero incontro contro l'Åtvidaberg, pareggiato 2-2 in rimonta.
Il 31 gennaio 2012, nelle ultime ore della sessione invernale di mercato, è stato definito l'accordo per il suo prestito con opzione di acquisto ai portoghesi del Benfica, i quali lo hanno a loro volta girato immediatamente all'União Leiria. Lo stesso Leiria a fine stagione è retrocesso, rischiando di non terminare neppure la Primeira Liga 2011-2012 per via di una grave crisi economica.
Rientrato all'IFK Göteborg, ad agosto si è infortunato al ginocchio in una partita di Coppa di Svezia contro l'FC Långholmen e ha chiuso quindi la stagione in anticipo, considerando che il campionato finisce nel mese di novembre.

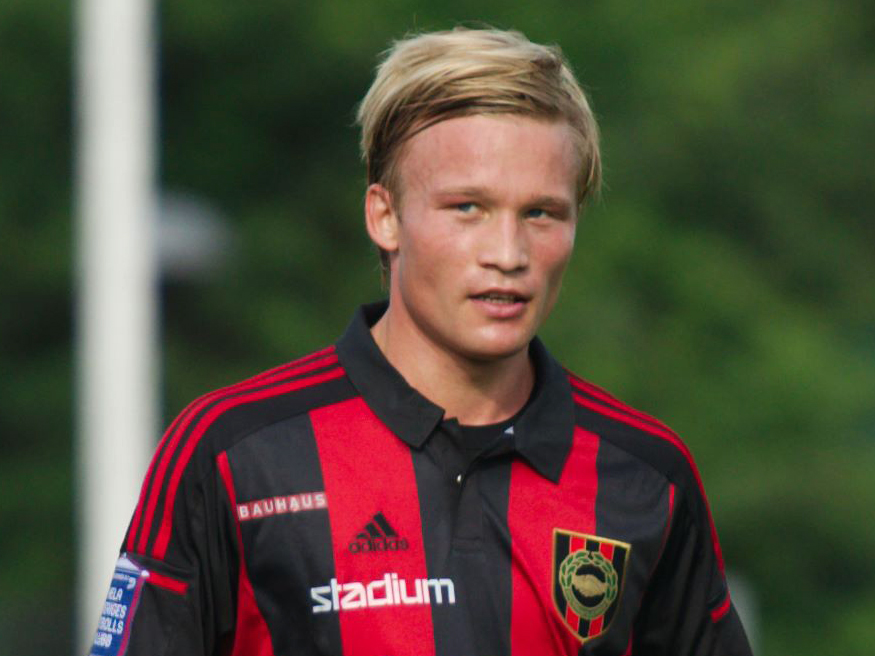
Bärkroth nel 2014 al Brommapojkarna

Prima dell'inizio della stagione 2013 è passato definitivamente dall'IFK Göteborg al Brommapojkarna, compiendo il percorso inverso di Ludwig Augustinsson. Alla fine del suo secondo e ultimo anno di contratto, i rossoneri sono retrocessi in Superettan dopo aver collezionato solo 12 punti nell'arco dell'intera Allsvenskan 2014.
Bärkroth è così approdato all'IFK Norrköping, squadra che è sorprendemente riuscita a vincere il campionato 2015 contro i favori dei pronostici.
Nell'estate del 2017, a pochi mesi dalla scadenza contrattuale con l'IFK Norrköping, è stato ceduto in Polonia al Lech Poznań, vista anche la volontà del giocatore di provare una parentesi all'estero.
Nonostante il contratto con il club polacco fosse fino al giugno 2021, Bärkroth è tornato in Svezia dopo una sola stagione per firmare un accordo con il Djurgården, con cui si è accordato per tre anni e mezzo, durante i quali ha partecipato alla conquista del titolo nazionale al termine dell'Allsvenskan 2019. Il suo contratto, in scadenza nel dicembre 2021, non è stato rinnovato.
La sua carriera è proseguita nella seconda serie nazionale, visto che il 1º marzo 2022 è stato presentato dall'Örgryte a seguito della firma di un contratto biennale.

### Nazionale
Ha giocato nelle nazionali giovanili svedesi Under-17, Under-19 ed Under-21.
Tra il 2015 ed il 2017 ha giocato 6 partite con la nazionale maggiore svedese.

## Statistiche

### Cronologia presenze e reti in Nazionale
| Cronologia completa delle presenze e delle reti in nazionale ― Svezia | Cronologia completa delle presenze e delle reti in nazionale ― Svezia | Cronologia completa delle presenze e delle reti in nazionale ― Svezia | Cronologia completa delle presenze e delle reti in nazionale ― Svezia | Cronologia completa delle presenze e delle reti in nazionale ― Svezia | Cronologia completa delle presenze e delle reti in nazionale ― Svezia | Cronologia completa delle presenze e delle reti in nazionale ― Svezia | Cronologia completa delle presenze e delle reti in nazionale ― Svezia |
| Data                                                                  | Città                                                                 | In casa                                                               | Risultato                                                             | Ospiti                                                                | Competizione                                                          | Reti                                                                  | Note                                                                  |
| --------------------------------------------------------------------- | --------------------------------------------------------------------- | --------------------------------------------------------------------- | --------------------------------------------------------------------- | --------------------------------------------------------------------- | --------------------------------------------------------------------- | --------------------------------------------------------------------- | --------------------------------------------------------------------- |
| 15-1-2015                                                             | Abu Dhabi                                                             | Svezia                                                                | 2 – 0                                                                 | Costa d'Avorio                                                        | Amichevole                                                            | -                                                                     | 85’                                                                   |
| 19-1-2015                                                             | Abu Dhabi                                                             | Svezia                                                                | 0 – 1                                                                 | Finlandia                                                             | Amichevole                                                            | -                                                                     | 54’                                                                   |
| 6-1-2016                                                              | Abu Dhabi                                                             | Svezia                                                                | 1 – 1                                                                 | Estonia                                                               | Amichevole                                                            | -                                                                     | 46’                                                                   |
| 10-1-2016                                                             | Abu Dhabi                                                             | Svezia                                                                | 3 – 0                                                                 | Finlandia                                                             | Amichevole                                                            | -                                                                     | 46’                                                                   |
| 8-1-2017                                                              | Abu Dhabi                                                             | Svezia                                                                | 1 – 2                                                                 | Costa d'Avorio                                                        | Amichevole                                                            | -                                                                     | 62’                                                                   |
| 12-1-2017                                                             | Abu Dhabi                                                             | Svezia                                                                | 6 – 0                                                                 | Slovacchia                                                            | Amichevole                                                            | -                                                                     | 85’                                                                   |
| Totale                                                                |                                                                       | Presenze                                                              | 6                                                                     |                                                                       | Reti                                                                  | 0                                                                     |                                                                       |

## Palmarès

### Club

#### Competizioni nazionali
- Campionato svedese: 3

Göteborg: 2007
Norrköping: 2015
Djurgården: 2019
- Coppa di Svezia: 1

Göteborg: 2008
- Supercupen: 2

Göteborg: 2008
Norrköping: 2015